# مسلمو الثقافة
مسلم الثقافة أو المسلم غير الملتزم مصطلح يشير إلى أفراد غير ملتزمين دينيًا أو قد يكونون علمانيين أو ملحدين أو لادينيين لكنهم ما يزالون يعرِّفون أنفسهم كمسلمين بسبب الخلفية الثقافية والحضارية والعائلية، أو بسبب تجارب شخصية، وفي أحيان أخرى بسبب البيئة الاجتماعية والثقافية التي نشأوا فيها. ينتشر المصطلح بشكل خاص في البلقان وتركيا وبين مسلمي أوروبا وأذربيجان.

## تعريف المصطلح
المصطلح مواز لمصطلح مسيحي الثقافة ويهودي الثقافة. ويعني المصطلح مسلمين غير ملتزمين دينيًا أو غير ممارسين دينيًا إلا أنهم بسبب ارتباطهم الثقافي والحضاري الإسلامي يعتبرون أنفسهم كمسلمين ويمارسون شعائر إسلامية بسبب الروابط الاجتماعية وليس الدينية مثل أداء الصلوات في الأعياد والمناسبات العائلية والاجتماعية كالزواج والجناز، التكني بأسماء إسلامية، الاحتفال بعيد الأضحى وعيد الفطر، والصوم خلال رمضان. وذلك لاعتبار هذه الشعائر جزء من الموروث الثقافي الإسلامي أكثر من الاعتبارات الدينية. وقد يصف ملحدون ولادينيون أنفسهم بأنهم مسلمي الثقافة على الرغم من عدم إيمانهم بالمعتقدات الإسلامية.
في آسيا الوسطى والبلدان الشيوعية السابقة ذات الخلفية المسلمة يستخدم هذا المصطلح لوصف أولئك يعتبرون هويتهم «الإسلامية» مرتبطة مع بعض الطقوس القومية والعرقية، وليس مجرد الإيمان الديني.
وقد ناقش ذلك ماليس روثفن مصطلح مسلم الثقافة ومسلم اسميًا في كتابه:

فالشخص المسلم المولود لأب مسلم يحمل الهوية الدينية لوالديه دون الاشتراك بالضرورة في المعتقدات والممارسات المرتبطة الإيمان، تمامًا كما يجوز لليهودي أن يصف نفسه ويرتبط باليهودية من دون أن يلتزم بالتعاليم الدينية والشريعة اليهودية. في المجتمعات غير المسلمة قد يندمج المسلمون مع الهوية العلمانية. مسلمي البوسنة، وهم من نسل السلاف اعتنقوا الإسلام تحت الحكم العثماني، لوحظ أن عددًا كبيرًا منهم لا يحضر الصلاة، أو يمتنع عن الكحول، أوعزلة المرأة وغيرها من الممارسات الاجتماعية الأخرى المرتبطة مع المسلمين المؤمنين في أجزاء أخرى من العالم. لكنهم رسميًا يعتبرون كمسلمين حسب الجنسية لتمييزها عن الصرب الأرثوذكس والكروات الكاثوليك في ظل النظام الشيوعي السابق في يوغوسلافيا. واعتبر البوسنيون أنفسهم مسلمين بالتوازي مع انتمائهم العرقي والولاء للمجموعة، ولكن ليس بالضرورة لمعتقداتهم الدينية. في هذا السياق المحدود (والذي قد ينطبق على الأقليات المسلمة الأخرى في أوروبا وآسيا)، قد لا يكون هناك تناقض بين أن تكون مسلمًا ملحدًا أو لا أدريًا في نفس الوقت، كما أن هناك ملحدين يهود ولا دينيين يهود.

## ديموغرافيا
وفقا لمؤشر جلوبل WIN التابع لمؤسسة غالوب الدولية حول التديّن والإلحاد، وجدت أن البلدان التي لديها أعلى نسبة من المسلمين اللادينيين هي أذربيجان (73%)، وكوسوفو (60%) وتركيا (41%) ولبنان (33%).
وجدت دراسة مركز بيو للأبحات أن أقل الدول في نسبة المسلمين المواظبين على الذهاب إلى المساجد مرة واحدة في الأسبوع أو أكثر هي حوالي 1% من المسلمين في أذربيجان، وحوالي 5% في ألبانيا، و9% في أوزبكستان، و10% في كازاخستان، و19% في روسيا، و 22% في كوسوفو. وفقاً لدراسة مركز بيو للأبحاث قال فقط 15% من المسلمين في ألبانيا و 18% من المسلمين في كازاخستان أن الدين «مهم جدا» في حياتهم. ووجدت الدراسة نفسها أن أقل الدول في نسبة المصلين عدة مرات يوميا (لكن ليس بالضرورة كل الخمس صلوات) هي 4% من المسلمين في كازاخستان، و7% في ألبانيا، و17% في أوزبكستان، و18% في قيرغيزستان، و18% في البوسنة والهرسك، و35% في روسيا، و39% في بنغلاديش. وعلاوة على ذلك، وفقًا لدراسة مركز بيو للأبحاث سنة 2016، فقط بين 7%-13% من مجمل الأتراك يعتقدون أنّ الدين يجب أن يؤثر على القوانين بشكل مباشر أو غير مباشر.